# May Morn Estates Tramway
| |                  |                                             |                                             |
| Spurweite: | 3½ Fuß = 1067 mm |                                             |                                             |
| |                  |                                             |                                             |
| \| \| \| von Featherston \| \| \| \| \| NZR-Bahnhof Mangaroa \| \| \| \| \| nach Upper Hutt \| \| \| \| \| Übergang zur NZR \| \| \| \| \| \| \| \| \| \| Sägewerk an der MacLaren Street in Mangaroa \| \| \| \| \| \| \| \| \| \| Trestle-Brücke, 8 Pfeiler \| \| \| \| \| bei Te Maru \| \| \| \| \| Holzfachwerkträgerbrücke, 2 Pfeiler \| \| \| \| \| Te Awa Kairangi / Hutt River \| \| \| \| \| Abzweigung in den Akatarawa Forest \| \| \| \| \| Gleise im Akatarawa Forest \| \| |                  |                                             |                                             |
| Strecke |                  | von Featherston                             | von Featherston                             |
| Bahnhof |                  | NZR-Bahnhof Mangaroa                        | NZR-Bahnhof Mangaroa                        |
| Abzweig ehemals geradeaus und nach links |                  | nach Upper Hutt                             | nach Upper Hutt                             |
| Kilometer-Wechsel (Strecke außer Betrieb) |                  | Übergang zur NZR                            | Übergang zur NZR                            |
| |                  |                                             |                                             |
| Dienststation / Betriebs- oder Güterbahnhof (Strecke außer Betrieb) |                  | Sägewerk an der MacLaren Street in Mangaroa | Sägewerk an der MacLaren Street in Mangaroa |
| |                  |                                             |                                             |
| Strecke Anfang Hochstrecke (außer Betrieb) |                  | Trestle-Brücke, 8 Pfeiler                   | Trestle-Brücke, 8 Pfeiler                   |
| Strecke (außer Betrieb) |                  | bei Te Maru                                 | bei Te Maru                                 |
| Strecke geradeaus (außer Betrieb) |                  | Holzfachwerkträgerbrücke, 2 Pfeiler         | Holzfachwerkträgerbrücke, 2 Pfeiler         |
| |                  | Te Awa Kairangi / Hutt River                |                                             |
| Abzweig geradeaus und nach links (Strecke außer Betrieb) · Strecke von rechts (außer Betrieb) |                  | Abzweigung in den Akatarawa Forest          | Abzweigung in den Akatarawa Forest          |
| |                  | Gleise im Akatarawa Forest                  |                                             |

Die May Morn Estates Tramway war eine Waldeisenbahn bei Mangaroa, die den Te Awa Kairangi / Hutt River bei Te Marua in der Nähe von Upper Hutt auf Neuseelands Nordinsel überquerte. Die Firma wurde 1912 gegründet und betrieb ihr Sägewerk mindestens von 1914 bis 1915.

## Geschichte
May Morn Estates (NZ) Ltd war ein in London ansässiges Unternehmen von Investoren. Sie wollten den Akatarawa Forest abholzen und ihn in Weideland umwandeln sowie eine Siedlung errichten. Es gab sogar langfristige Pläne, die Waldbahn bis zur North Island Main Trunk Railway bei Ōtaki zu verlängern. Das Sägewerk arbeitete nur für ein Jahr von 1914 bis 1915. Es wurde am 5. August 1915 nach dem Ausbruch des Ersten Weltkriegs geschlossen, der die telegraphische Überweisung der Betriebskosten von London nach Neuseeland unmöglich machte. Die leichtgläubigen britischen Investoren verloren dadurch ihre gesamten Investitionen (2017 inflationsbereinigt etwa 8,5 Mio. €).
Ab 1913 Jahren machte sich die Bevölkerung Sorgen wegen der Abholzung des Waldes und der Verlandung des Te Awa Kairangi / Hutt River an der Brücke. Es wurde angestrebt, das May Morn Estate zu verstaatlichen. Im Jahr 1940 hat der Minister für Landschaftsschutz und Beauftragte für die Staatswälder sich negativ über Tudor Atkinson, einen Rechtsanwalt und Mitgründer des Unternehmens, geäußert. Der Minister unterstellte ein „schurkisches und diebisches Verhalten“ („scoundrelly, thieving concerns“) und sagte, die Regierung werden Bürgern, die ihr eigenes Grab schaufeln, nicht helfen. Noch im Jahr 1950 versuchte Arthur Seed, der General Manager des Sägewerks, das Land zu einem akzeptablen Preis zu verkaufen. Seine Preisvorstellung beruhte auf der Abholzung, aber die Staatsvertreter glaubten, dass es nur für die Landschaftserhaltung geeignet gewesen sei.
Die Waldeisenbahn mit einer Spurweite von 3 Fuß 6 Zoll (1067 mm) führte von einem großen dampfbetriebenen Sägewerk am Ende der heutigen MacLaren Street in Mangaroa in den Akatarawa Forest, wobei sie den Te Awa Kairangi / Hutt River bei Te Marua auf zwei hintereinander stehenden hölzernen Brücken überquerte. Bis an das Flussufer wurde eine Trestle-Brücke mit acht Pfeilern gebaut, daran anschließend eine Fachwerkbrücke mit zwei Flusspfeilern. Die Brücken wurden 1939 durch ein Hochwasser zerstört.

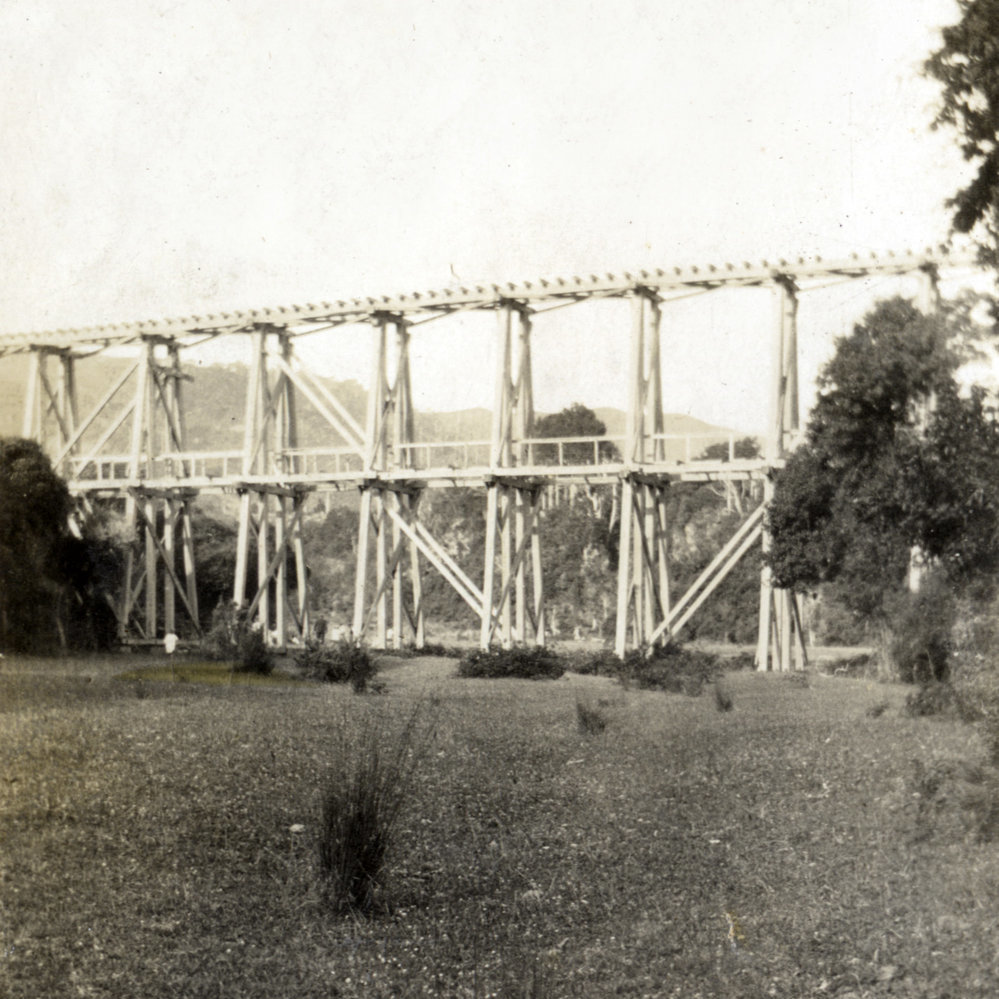
Trestle-Brücke mit acht Pfeiler
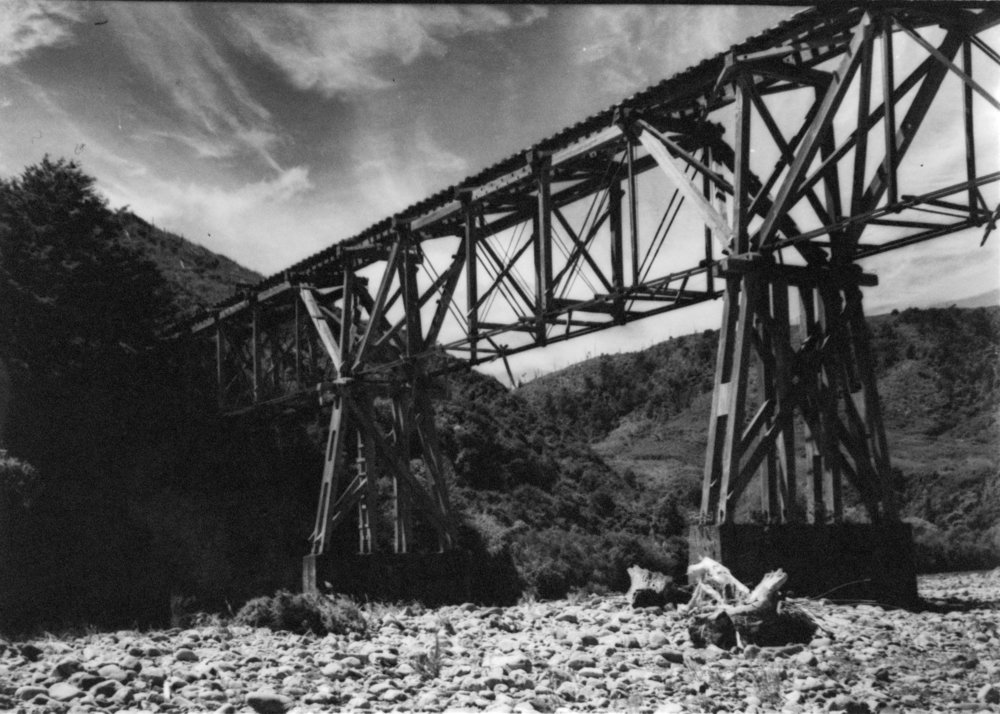
Holzfachwerkträgerbrücke mit zwei Flusspfeiler

## Lokomotive

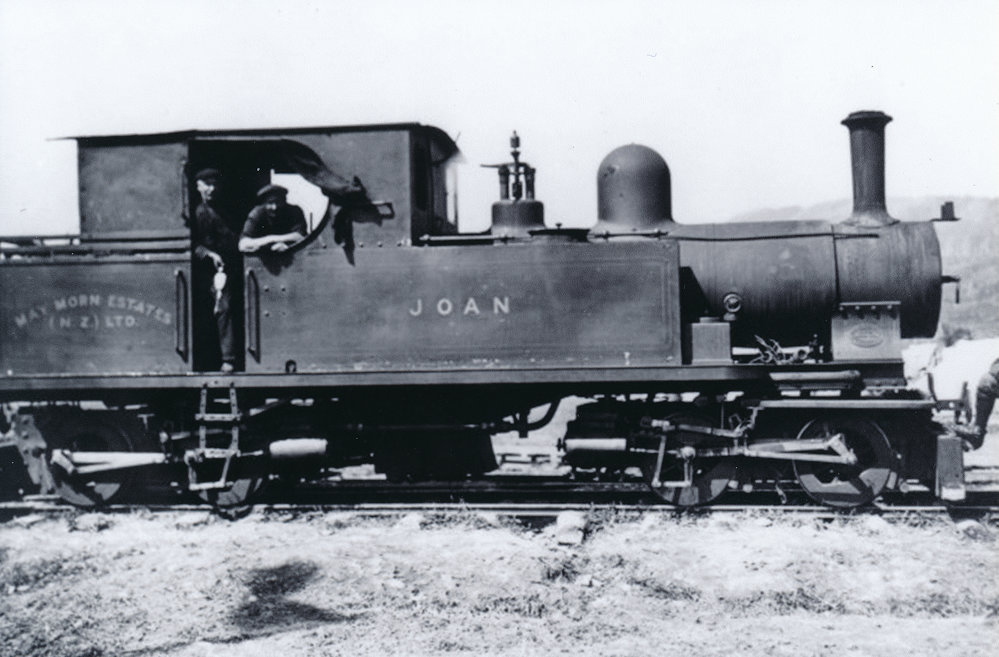
Barclay 0-4-4-0T Dampflokomotive 'Joan'

Die Lokomotive wurde 1912 von Andrew Barclay Sons & Co. in Kilmarnock, Schottland als BB-Klasse gebaut. Es handelte sich um eine verbesserte Meyer-Konstruktion mit einer 0-4-4-0T-Achsfolge und einer Spurweite von 3 Fuß 6 Zoll (1067 mm). Die Werksnummer war 1299. ‚Joan‘ wurde am 22. Oktober 1912 durch den Hersteller verschifft. Sie hatte vier Zylinder mit 7 × 12 Zoll (180 × 300 mm) Bohrung × Hub und acht Treibrädern mit 27 Zoll (690 mm). Sie hatte mit Wasser und Kohle beladen ein Gewicht von 24 t und einen Kesseldruck von 180 psi (12 bar).